# مورتن أولسن (كرة يد)
مورتن أولسن (بالدنماركية: Morten Olsen)‏ مواليد 11 أكتوبر 1984، هو لاعب كرة يد دانمركي يلعب كوسط مدافع. يلعب حاليا مع نادي هانوفر بورغدورف لكرة اليد ويحمل الرقم 34. مثل منتخب الدنمارك لكرة اليد. شارك في دورة الألعاب الأولمبية الصيفية سنة 2016.

## المسيرة الاحترافية
لعب مع نادي جوج لكرة اليد في الدوري الدنماركي من سنة 2003 إلى 2005، ثم لعب مع نادي هانوفر بورغدورف لكرة اليد في الدوري الألماني من سنة 2010 إلى 2013، ثم لعب مع نادي سانت رافاييل لكرة اليد في الدوري الفرنسي من سنة 2013 إلى 2015، ثم لعب مع نادي هانوفر بورغدورف لكرة اليد في الدوري الألماني في سنة 2015.

## سجل المنافسة
شارك في البطولات التالية:
- الألعاب الأولمبية الصيفية 2016

## الميداليات
| الميدالية | المسابقة                       |
| --------- | ------------------------------ |
| ذهبية     | الألعاب الأولمبية الصيفية 2016 |

## روابط خارجية
- مورتن أولسن على موقع الاتحاد الأوروبي لكرة اليد (الإنجليزية)
- مورتن أولسن على موقع الاتحاد الفرنسي لكرة اليد (الفرنسية)
- مورتن أولسن على موقع الدوري الألماني لكرة اليد (الألمانية)
- مورتن أولسن على موقع أوليمبيديا (الإنجليزية)